# Черногорска Света гора
Черногорската Света гора или още Зетската Света гора е наименованието на група манастири основно на югозападния бряг и островите на Шкодренското езеро, както и по крайбрежните планини досами старата черногорска столица Цетине. 
Групата обхваща общо 16 манастира в или около Шкодренското езеро, от които 6 са реставрирани и възобновени като монашески обители: Вранйина (на устието на река Морача), Морачник, Манастир Бешка, Манастир Старчева Горица, Комски манастир и Ободски манастир. Три от тези шест манастира (Морачник, Бешка, Старчева Горица) се намират на острови по крайбрежието на езерото, а на брега се издигат джамии в албанските села. 
На 10 ноември 2015 г. е отслужена литургия на останките от манастира „Свети Димитър“, който е най-стария в Зетската Света гора и датира от периода 9 век – 12 век.  В района са и руините на манастира наричан Богородица Краинска.